# Kanton Argenton-les-Vallées
Kanton Argenton-les-Vallées (fr. Canton d'Argenton-les-Vallées) je francouzský kanton v departementu Deux-Sèvres v regionu Poitou-Charentes. Skládá se ze 16 obcí.

## Obce kantonu
- Argenton-l'Église
- Argenton-les-Vallées
- Bouillé-Loretz
- Bouillé-Saint-Paul
- Le Breuil-sous-Argenton
- Cersay
- La Coudre
- Étusson
- Genneton
- Massais
- Moutiers-sous-Argenton
- Saint-Aubin-du-Plain
- Saint-Clémentin
- Saint-Maurice-la-Fougereuse
- Ulcot
- Voultegon